# Simon Bouisson
Simon Bouisson est un réalisateur et scénariste français, né le 12 mai 1985 aux Lilas (Seine-Saint-Denis). Il est connu pour son long métrage Drone (2024), sa série Stalk (2020) et sa fiction interactive Wei or Die (2015).

## Biographie
Simon Bouisson naît le 12 mai 1985 aux Lilas, en Seine-Saint-Denis.
Après avoir été diplômé de la Fémis en 2010, il signe d’abord plusieurs projets au storytelling innovant, tels que Jour de vote, Tokyo Reverse et Dezoom avant de se consacrer à la fiction. Parmi ses travaux les plus reconnus figurent les fictions interactives Wei or Die (Fipa d’or 2016) et République (Tribeca FF 2021) qui plongent le spectateur dans des histoires ultra-réalistes dont il choisit le point de vue. 
Passionné par les questions autour du regard, de la jeunesse et de la technologie, il crée et réalise la série Stalk, mettant en scène Théo Fernandez, Aloïse Sauvage et Carmen Kassovitz dans un thriller psychologique,. Pour cette série, vendue dans le monde entier, il reçoit plusieurs récompenses au Festival de la fiction TV de La Rochelle, dont celle de la meilleure réalisation et de la meilleure série de 26 minutes.
Il réalise, en parallèle, la série 3615 Monique qui explore dans un ton satirique l'essor du Minitel rose dans les années 1980. Il est résident de la Villa Albertine, à Los Angeles, en 2022, et travaille sur la question de l'intelligence artificielle et l'écriture prédictive. 
Drone, son premier long métrage de cinéma, produit et distribué par Haut et Court, met en scène Marion Barbeau traquée par un drone dans un Paris nocturne. Il sort le 2 octobre 2024 au cinéma.

## Filmographie

### Long métrage
- 2024 : Drone

### Télévision

#### Séries télévisées
- 2014 : Tokyo Reverse (slow television)
- 2020 : Stalk
- 2020 : 3615 Monique

#### Fictions interactives
- 2015 : Wei or Die
- 2017 : Les Cardinaux
- 2019 : République

#### Documentaires
- 2010 : Les communes de Paris[11]
- 2012 : Jour de vote
- 2012 : Mission Printemps
- 2013 : Tour en tête[12]
- 2014 : Stainsbeaupays[13]
- 2015 : Product[14]
- 2019 : Dezoom

## Distinctions
- Stalk
  - Meilleure réalisation[15] au Festival de la fiction TV de La Rochelle 2019.
  - Jeune espoir masculin au Festival de la fiction TV de La Rochelle 2019.
  - Meilleure série 26 minutes[16] au Festival de la fiction TV de La Rochelle 2021.
  - Meilleure musique au Festival de la fiction TV de La Rochelle 2021.
- Wei or Die[17]
  - FIPA d'or au Smart Fipa 2015[18]
  - Best Interactive Narrative aux Lovie Awards
  - Best Interactive Narrative à Filmgate Miami[19]
  - Trophée révélation à l'Assemblée des Médias
  - Prix de l'innovation au Festival TV de Luchon 2016[20]
  - Grand prix du jury au Swiss Web Program Festival
  - Meilleure œuvre transmédia internationale au Liege Web Fest
- République[21]
  - Meilleure fiction digitale[22] au Festival TV de Luchon 2020
  - Meilleur video interactive au Lovie Awards 2020[23]
  - Mention spéciale Prix Italia[24]
  - Meilleur projet au Filmgate Miami
  - Meilleure expérience au Vega Awards
- Stainsbeaupays
  - Prix Figra Varenne 2014[25]
  - Prix du Jury au Web program Festival 2014[26]
  - Lauréat mois du documentaire